# Austrolimnophila (Austrolimnophila) excelsior
Austrolimnophila (Austrolimnophila) excelsior is een tweevleugelige uit de familie steltmuggen (Limoniidae). De soort komt voor in het Australaziatisch gebied.